# Большая Еловая
Большая Еловая — деревня в Тульской области России.
В рамках организации местного самоуправления входит в городской округ город Тула, в рамках административно-территориального устройства — в Ильинский сельский округ Ленинского района Тульской области.

## География
Деревня расположена на реке Еловая (приток Упы), в 5 км к юго-востоку от центра Тулы. Через деревню проходит единственная улица Новомосковская, являющаяся частью региональной автомобильной дороги Р140 «Р140» (участок  Тула — Новомосковск). В деревне также расположено садоводческое некоммерческое товарищество «Металлург-9».
Находится в 0,5 км к северу от посёлка Ильинка.

## Население
| 2002 | 2010 |
| ---- | ---- |
| 207  | ↘200 |

## История
До 1990-х гг. деревня входила в Ильинский сельский Совет. В 1997 году стала частью Ильинского сельского округа Ленинского района Тульской области.
В рамках организации местного самоуправления с 2006 до 2014 гг. включалась в Ильинское сельское поселение Ленинского района, с 2015 года входит в Центральный территориальный округ в рамках городского округа город Тула.

## Достопримечательности
На северной окраине деревни расположена братская могила советских воинов, погибших в годы Великой Отечественной войны (памятник истории с 1969 года).

Братская могила советских воинов, погибших в годы Великой Отечественной войны.
Центральный элемент композиции - стела на братской могиле.

## Экономика
Конноспортивный клуб «Макларен».